# Фудзісава Сацукі
Фудзісава Сацукі (яп. 藤澤 五月) — японська керлінгістка, олімпійська медалістка.
Бронзову олімпійську медаль Фудзісава виборола на Пхьончханській олімпіаді 2018 року в складі японської команди, в якій грала на позиції скіпа.

## Виноски
1. ↑  https://thegrandslamofcurling.com/teams/team-fujisawa-w/
2. ↑  https://www.joc.or.jp/sp/games/olympic/pyeongchang/sports/curling/team/fujisawasatsuki.html
3. ↑  Keating, Steve (24 лютого 2018), Curling: Japan win bronze to claim first Olympic medal, Reuters